# خلدون ابراهیم
خلدون ابراهیم (عربی: خلدون إبراهيم محمد البو محمد؛ زادهٔ ۱۶ ژوئن ۱۹۸۷) یک بازیکن فوتبال اهل عراق است.
وی همچنین در تیم ملی فوتبال عراق بازی کرده است.